# Neophemula congoensis
Neophemula congoensis är en fjärilsart som beskrevs av Sergius G. Kiriakoff 1957. Neophemula congoensis ingår i släktet Neophemula och familjen björnspinnare. Inga underarter finns listade i Catalogue of Life.